# Municipalità di Ch'iatura
La municipalità di Ch'iatura (in georgiano ჭიათურის მუნიციპალიტეტი?) è una municipalità georgiana dell'Imerezia.
Nel censimento del 2002 la popolazione si attestava a 56 341 abitanti. Nel 2014 il numero risultava essere 39 884.
La città di Ch'iatura è il centro amministrativo della municipalità, la quale si estende su un'area di 542 km².

## Popolazione
Dal censimento del 2014 la municipalità risultava costituita al 99,56% da persone di etnia georgiana.

## Monumenti e luoghi d'interesse
- Ch'iatura
- Chiesa di Nigozeti
- Pilastro di Katskhi
- Monastero di Katskhi
- Monastero di Mgvimevi